# Schtschurowskia
Schtschurowskia là chi thực vật có hoa trong họ Apiaceae.